# Antarktiszi medvefóka
Az antarktiszi medvefóka (Arctocephalus gazella) az emlősök (Mammalia) osztályának ragadozók (Carnivora) rendjébe, ezen belül a fülesfókafélék (Otariidae) családjába tartozó faj.

## Előfordulása
Élőhelyük elsősorban a Déli-sarkvidék, de alkalmanként Dél-Amerika, Afrika és Ausztrália partjain is megtalálhatóak.

## Megjelenése
Fejük kicsi. A hímeknek sötétbarna a bundájuk, a nőstényeknek a hátoldalukon szürke, hasukon pedig világosabb színű a szőrzet. A kölykök 2-3 hónapos korukig fekete bundával rendelkeznek. A hímek nagyobbak mint a nőstények, testsúlyuk elérheti akár a 60-120 kilogrammot is, a nőstényeké 30-51 kilogrammot érhet el. A hímek hossza 1-2 méter, a nőstényeké pedig 0,5-1 méter között változhat. A kölykök súlya mikor 60-73 centiméteresek 4,5-6,5 kilogramm.

## Életmódja
Ragadozó állat, legfőbb tápláléka a krill, de tintahalakat és olykor madarakat is elfogyasztanak. Éjjel vadásznak.

## Külső hivatkozás
- Képek a fajról